# Haus Goebel

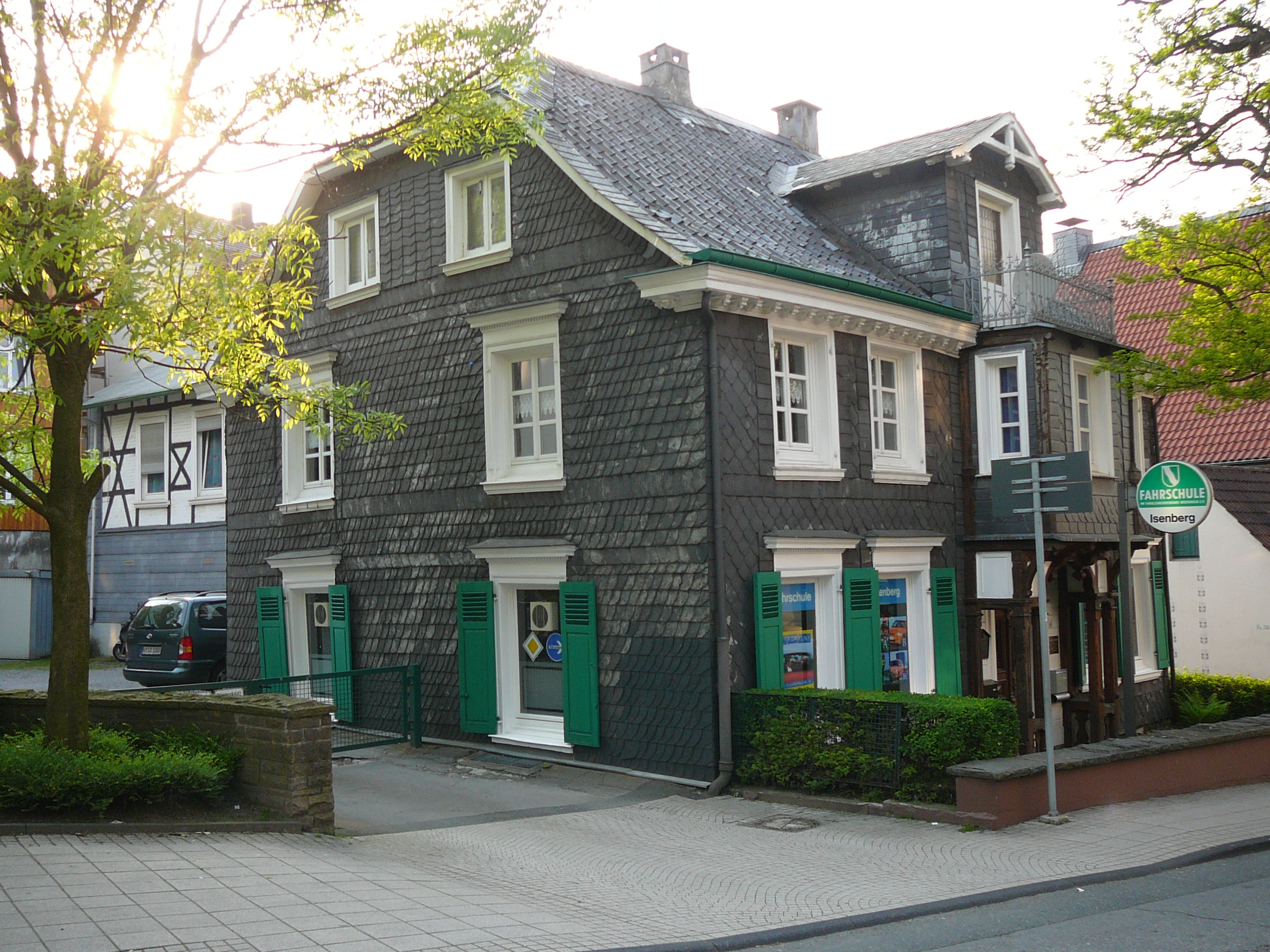
Haus Goebel

Das Haus Goebel ist ein zweigeschossiges Wohnhaus mit der Anschrift Spitzenstraße 5 (zuvor Langerfeld Nr. 10 und später Wiesenstraße 5) in Wuppertal-Langerfeld und wurde 1785 auf dem Hof des ehemaligen Gutes Heilenbeck errichtet. Bauherr war Friedrich Keggemann, der erste Wundarzt Langerfelds. Seit 1849 ist es im Besitz der Familie Goebel. Im Jahre 1870 erfolgte die Gründung der Buchbinderei Goebel bzw. der späteren Kartonagenfabrik Goebel.
Das Fachwerkhaus ist verschiefert und mit einem Krüppelwalmdach überdeckt und mit einem Mittelgiebel versehen. Der nicht stilgerechte Vorbau ist später, wohl um 1900, angefügt worden.
Am 10. Mai 1985 wurde das Haus als Baudenkmal in die Denkmalliste der Stadt Wuppertal eingetragen.